# Bundesgartenschau 1979

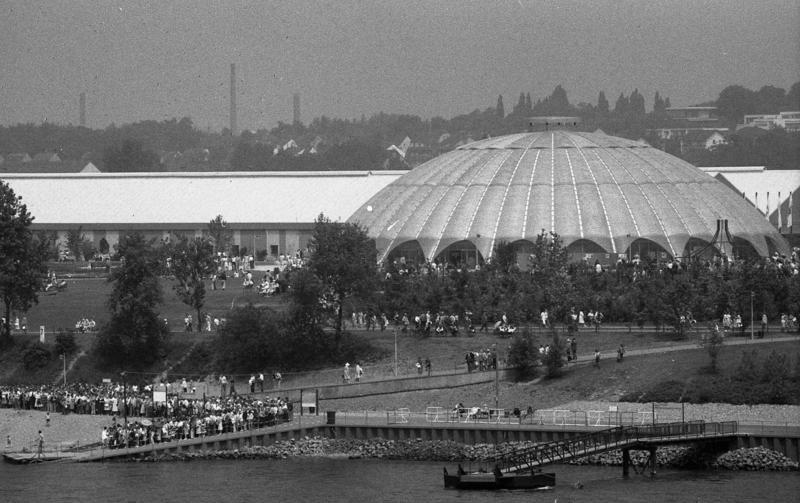
Rheinufer mit Fähranleger und der 15 Meter hohen Kunststoffhalle mit einem Durchmesser von mehr als 48 Metern

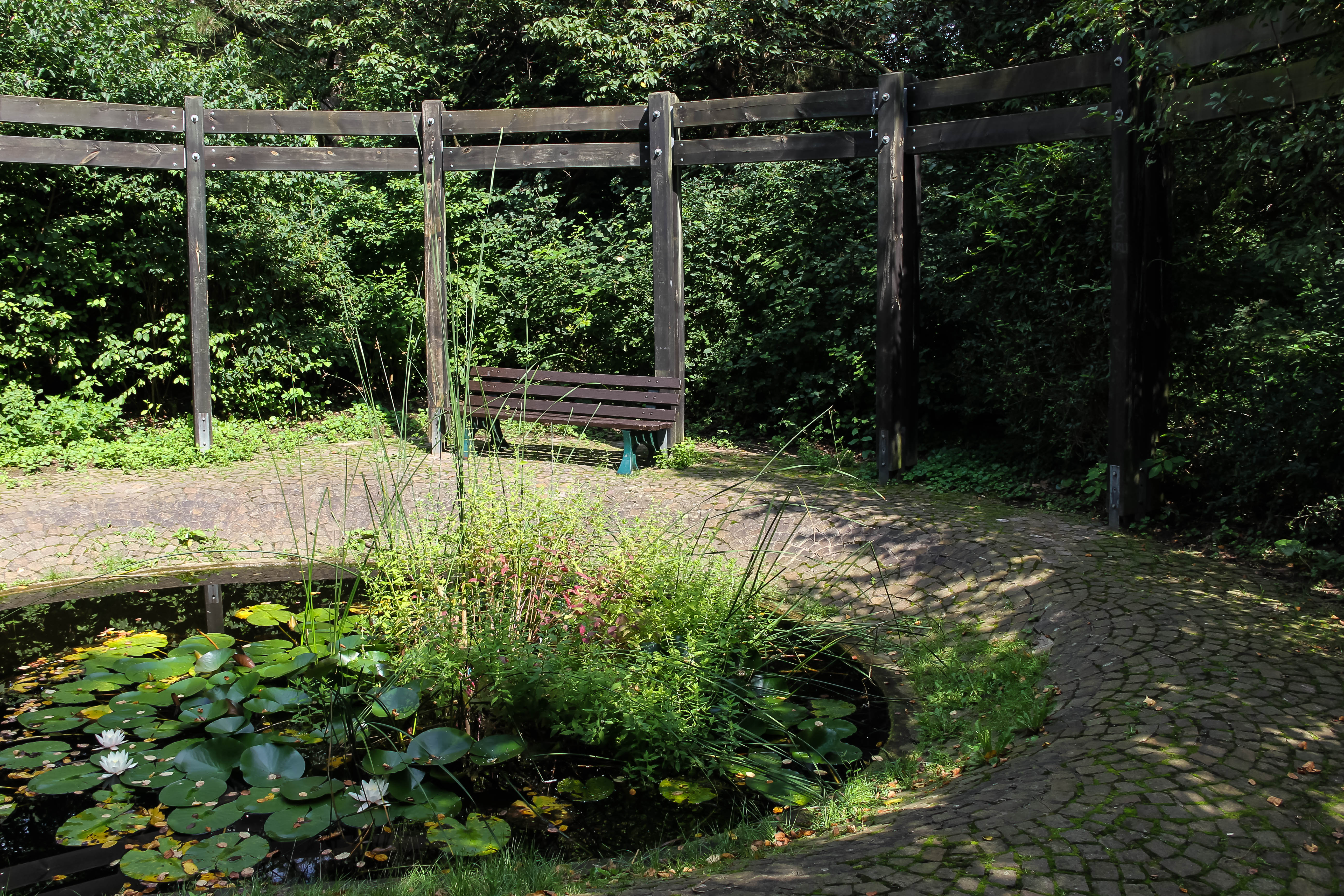
Deutscher Garten in der Bundesgartenschau 1979

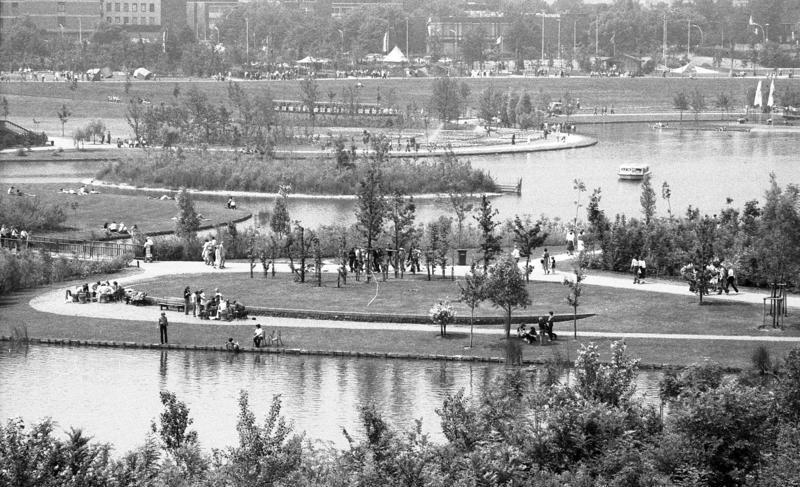
Bundesgartenschau 1979 in Bonn

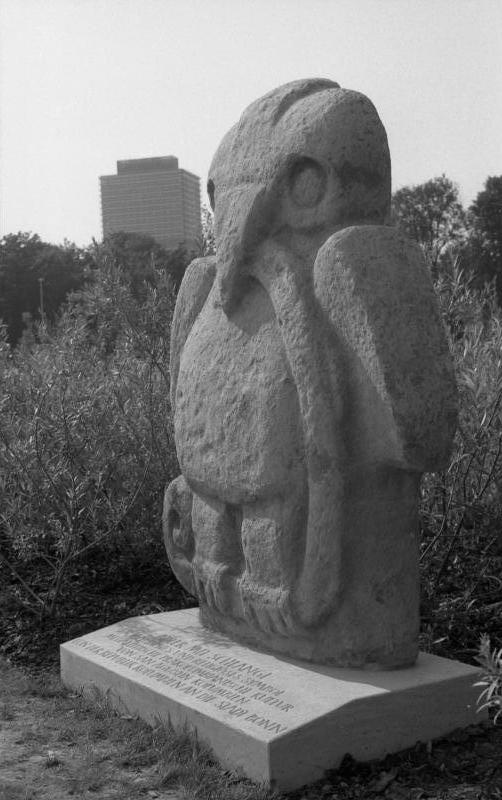
„Adler mit Schlange“ aus San Agustín in Kolumbien

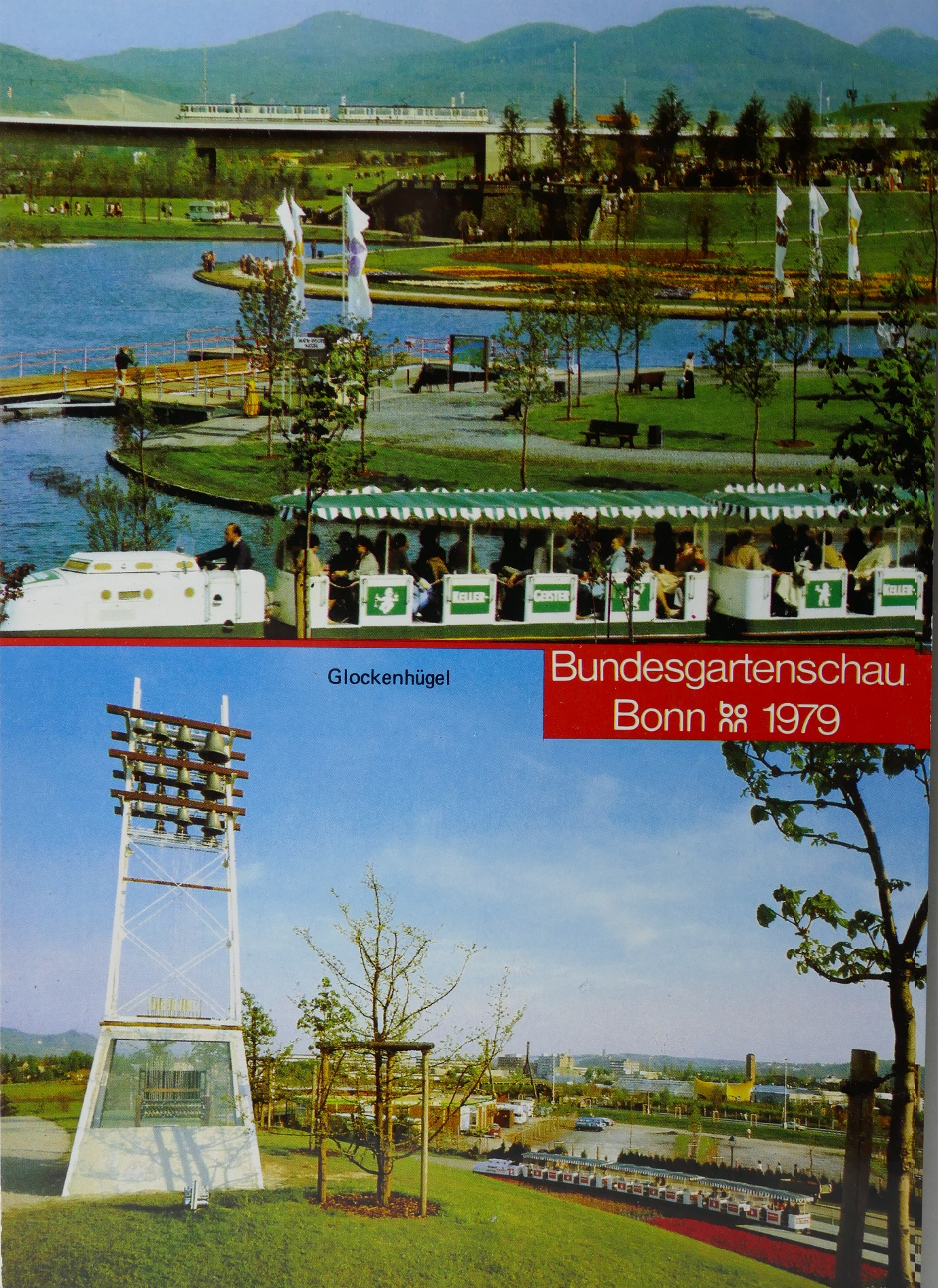
Bundesgartenschau Bonn 1979 – Gartenschaurundfahrt mit der Blumenbahn, im Hintergrund die Konrad-Adenauer-Brücke und das Siebengebirge

Die Bundesgartenschau 1979 fand vom 27. April bis zum 21. Oktober 1979 in der damaligen Bundeshauptstadt Bonn statt.

## Vorgeschichte
Das Gelände des heutigen Rheinauenparks war eine Brache auf einem Areal von etwa 160 ha Größe und ursprünglich als Baufläche für das entstehende Parlaments- und Regierungsviertel geplant. Von Norden begann die Bebauung auf dem Gelände des Sportparks Gronau mit der Errichtung des Abgeordnetenhochhauses im Volksmund „Langer Eugen“ genannt, die Fläche sollte für Folgebauten erweitert werden. Am südlichen Rand entstand eine Siedlung für US-amerikanische Diplomaten (HICOG-Siedlung Plittersdorf), hier sollte die Flussaue durch Ministerien im Stil der Kreuzbauten bebaut werden. Um die Grünflächen als Naherholungsgebiet zu retten, bewarb sich die Stadt Bonn um die Bundesgartenschau 1979.
Die Idee zur Umwidmung der Fläche kam dem ehemaligen Staatssekretär im Bundesministerium für Städtebau Dr. Hermann Wandersleb und dem damaligen Oberstadtdirektor Dr. Wolfgang Hesse 1967 auf der Bundesgartenschau in Karlsruhe.

## Vorbereitung
Auf Basis eines Gutachtens, 1968 erstellt, wurde 1970 der bundesoffene Wettbewerb „Rheinaue Bonn – Bundesgartenschau 1979“ ausgeschrieben. Am 9. November 1970 wurde der Hauptvertrag zur „Durchführung der Bundesgartenschau 1979“ zwischen der Stadt Bonn und dem Zentralverband Gartenbau unterzeichnet. und anschließend die „Bundesgartenschau Bonn 1979 GmbH“ gegründet.
Zur Vorentwurfsplanung wurden 23 Arbeiten eingereicht. Als erster Preisträger ging aus dem Wettbewerb der Landschaftsarchitekt Gottfried Hansjakob hervor. Zweiter Preisträger wurde der Landschaftsarchitekt Heinrich Raderschall & Partner. Für die Bebauung im Park waren in einer „Planungsgemeinschaft Rheinaue“ die Architekten H. Bargou, Ernst van Dorp & Partner und Till von Hasselbach vertreten. Die weitere Entwurfs- und Ausführungsplanung übernahmen die Landschaftsarchitekten Gottfried Hansjakob alleine, die bauliche Ausgestaltung war dem Architekten Ernst van Dorp übertragen.
Das Ausstellungsgelände hatte eine Fläche von 100 Hektar, wovon 75 Hektar auf der linken und 25 Hektar auf der rechten Seite des Rheins lagen.
Da der Park im Entwicklungsgebiet „Parlaments- und Regierungsviertel“ lag, war eine Finanzierung über das Städtebauförderungsgesetz möglich, wodurch der Bund und das Land Nordrhein-Westfalen neben der Stadt Bonn die Bundesgartenschau finanzierten. Organisatorisch führte eine Abteilung des Garten- und Friedhofsamts der Stadt die Ausstellung durch. Der Grunderwerb kostete 60 Mio. DM, der Bau der Parkanlagen 130 Mio. DM und die Herrichtung der Parkanlagen für die Bundesgartenschau 56 Mio. DM.
Für die Erdarbeiten wurde unter anderem der Aushub von der Baustelle der Bundesstraße 42 bei Königswinter verwendet. Insgesamt wurden 2,25 Millionen Kubikmeter Erde bewegt und eine Landschaft mit bis zu 22 Meter hohen Hügeln modelliert.

## Gartenschau
In der 15 Meter hohen Kunststoffhalle mit einem Durchmesser von mehr als 48 Metern und einer Fläche von 2.340 m² eröffnete Bundespräsident Walter Scheel die Bundesgartenschau.

### Gestaltung

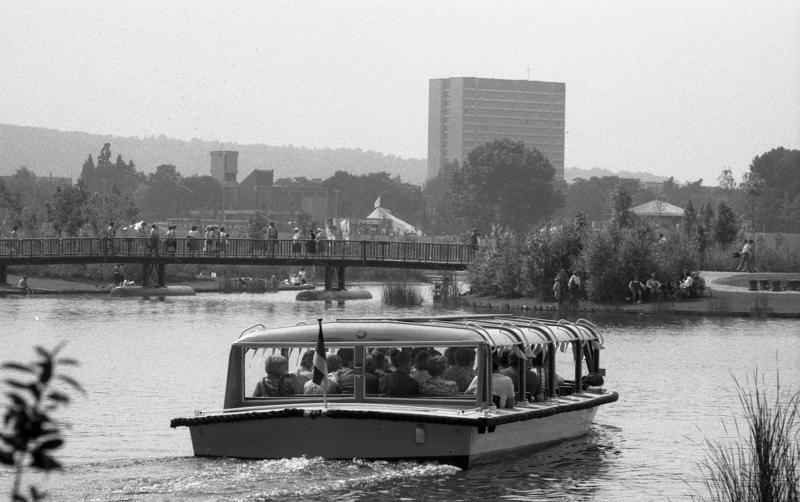
Grachtenboot auf dem Auensee

Die Ausstellungsfläche nahm 100 ha ein. Die Bundesgartenschau 1979 dauerte 178 Tage und empfing knapp 7,6 Millionen Besucher. Der besucherstärkste Tag war der 16. Juni (Tag 51 der Gartenschau) mit 221.198 Besuchern, der besucherärmste Tag der 15. Oktober (Tag 172 der Gartenschau) mit 5.827 Besuchern.
Nach dem Siegerentwurf gliederte sich das Ausstellungsgelände in eine
- Uferzone, das Rheinufer mit den Rheinpromenaden,
- Parkzone, der Parkbereich mit Auensee, für Spiel und Sport. Das hier ursprünglich vorgesehene kombinierte Hallen- und Freibad sowie die Eislaufhalle wurden jedoch nie gebaut. Es blieb bei den heute noch vorhandene Sportanlagen im südlichen Teil des Geländes, wozu auch die heute durch die „Bonn Capitals“ genutzte Baseballanlage gehört.
- Kommunikationszone, die Aussichtsterrasse mit dem Höhenweg, für Verwaltung, Gastronomie und kulturelle Veranstaltungen.

Rund 6.500 neue Bäume, 180.000 andere Gehölze und hunderttausende Blumen wurden gepflanzt. Es entstanden drei Ausstellungshallen mit 10.000 m² Fläche, 28 Mustergärten und 13 Hausgärten. Verbunden wurden sie durch ein Wegenetz von 45 Kilometer Länge.

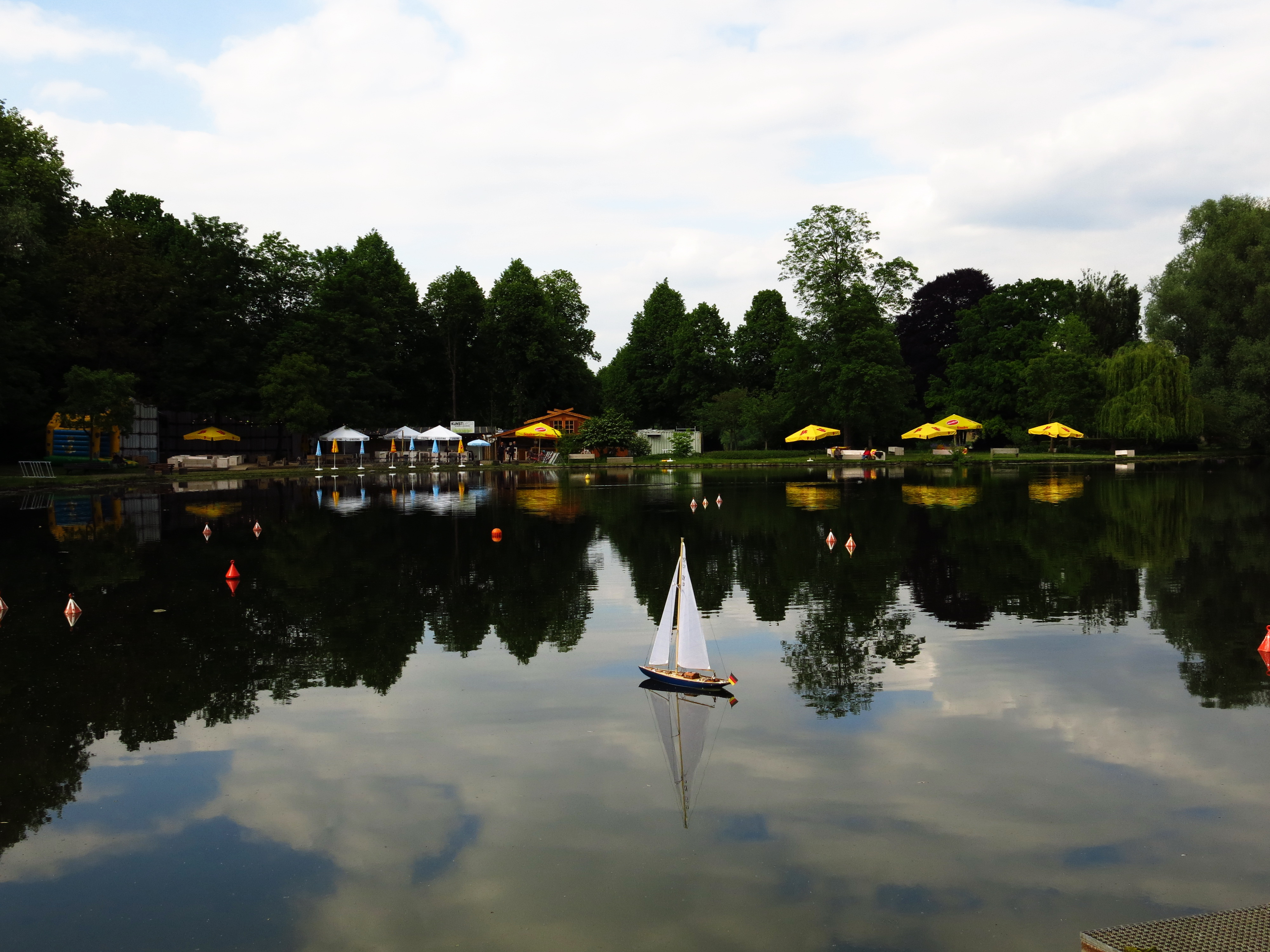
Bötchensee

Zentral im Park liegt der 15 Hektar große Auensee mit einer Länge von 1300 Metern und einer maximalen Tiefe von drei Metern. Er war einem Altarm des Rheins nachempfunden und musste mit Bitumen abgedichtet werden, um seinen Pegelstand konstant zu halten, da der Grundwasserspiegel in Ufernähe vom Wasserstand im Rhein abhängig ist. Um den Seegrund bei Hochwasser gegen Auftrieb zu schützen, wurde sichergestellt, dass Hochwasser im südlichen Bereich des Sees über eine Flutmulde einlaufen und am nördlichen Ende in der Gronau wieder ablaufen kann. Als Querungsmöglichkeit über den See wurden insgesamt fünf Pontonbrücken errichtet. Auf dem Auensee kam ein speziell für die Gartenschau entwickelter Bootstyp, der den niederländischen Grachtenbooten nachempfunden war, zum Einsatz. Die insgesamt acht elektrisch angetriebenen Boote verkehrten zwischen der Bootsinsel im Norden und dem „Deutschen Garten“ im Süden. Der südliche Teil des Sees war ausschließlich Ruderbooten vorbehalten, das nördliche Ende, der „Bötchen-See“, dem Betrieb von Schiffsmodellen vorbehalten, auch heute noch. Neben den zahlreichen Wasservögeln war das Schwanenpaar Helmut und Hannelore die Attraktion des Sees. Die Paten waren das Ehepaar Helmut und Hannelore Schmidt sowie das Ehepaar Helmut und Hannelore Kohl.
Die technischen Anlagen der Gartenschau wurden unter anderem durch ein technisches Zentrum unterhalb der Kaskade versorgt. Hier befinden sich auch heute noch Druckerhöhungspumpen für die Wasser- und Transformatorenanlagen für die Stromversorgung.

### Transport

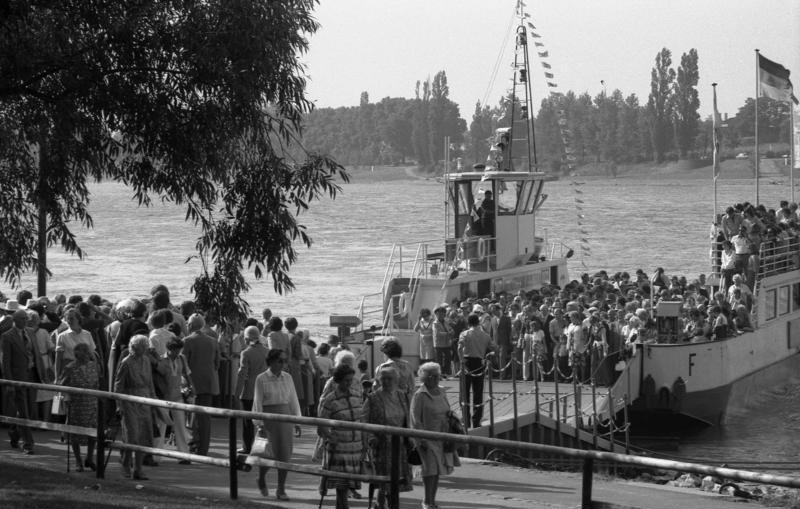
Rheinfähre zwischen den Ausstellungsflächen

Da das Ausstellungsgelände durch den Rhein getrennt war, wurde eigens eine Fähre zwischen dem links- und rechtsrheinischen Teil eingerichtet. Es waren ständig zwei Fähren im Einsatz, die in Spitzenzeiten durch eine dritte ergänzt werden konnten. Die Fähren nutzten 4.036.302 Besucher. Sie waren 2.290 Stunden in Betrieb, bewältigten 15.327 Überfahrten und legten dabei ca. 7.700 Kilometer zurück. Der Fährbetrieb wurde nach dem Ende der Gartenschau eingestellt.
Die Weitläufigkeit des Rheinauenparks wurde durch eine Parkeisenbahn erschlossen. Auf einem 4.500 Meter langen Rundkurs mit vier Haltepunkten fuhren insgesamt zehn Züge mit jeweils 40 Sitzplätzen. Diese sogenannte „Blumenbahn“ wurde kurz nach der Eröffnung der Gartenschau durch eine gummibereifte Zugverbindung zwischen dem Fähranleger und der südlichen Anlegestelle der Auenseeboote ergänzt. Zusätzlich gab es eine gummibereifte Zugverbindung in der gärtnerischen Lehr- und Versuchsanstalt.
Durch die Bonner Personen Schiffahrt wurde der Bahnhof Bonn-Oberkassel, wo zahlreiche Sonderzüge ankamen, und die Bonner Innenstadt an das Gartenschaugelände angebunden. 1.708.803 Besucher nutzten in 2.136 Betriebsstunden und 8.544 Fahrten diese Verbindung. Die dabei gefahrene Strecke betrug 4.272 Kilometer.

### Service

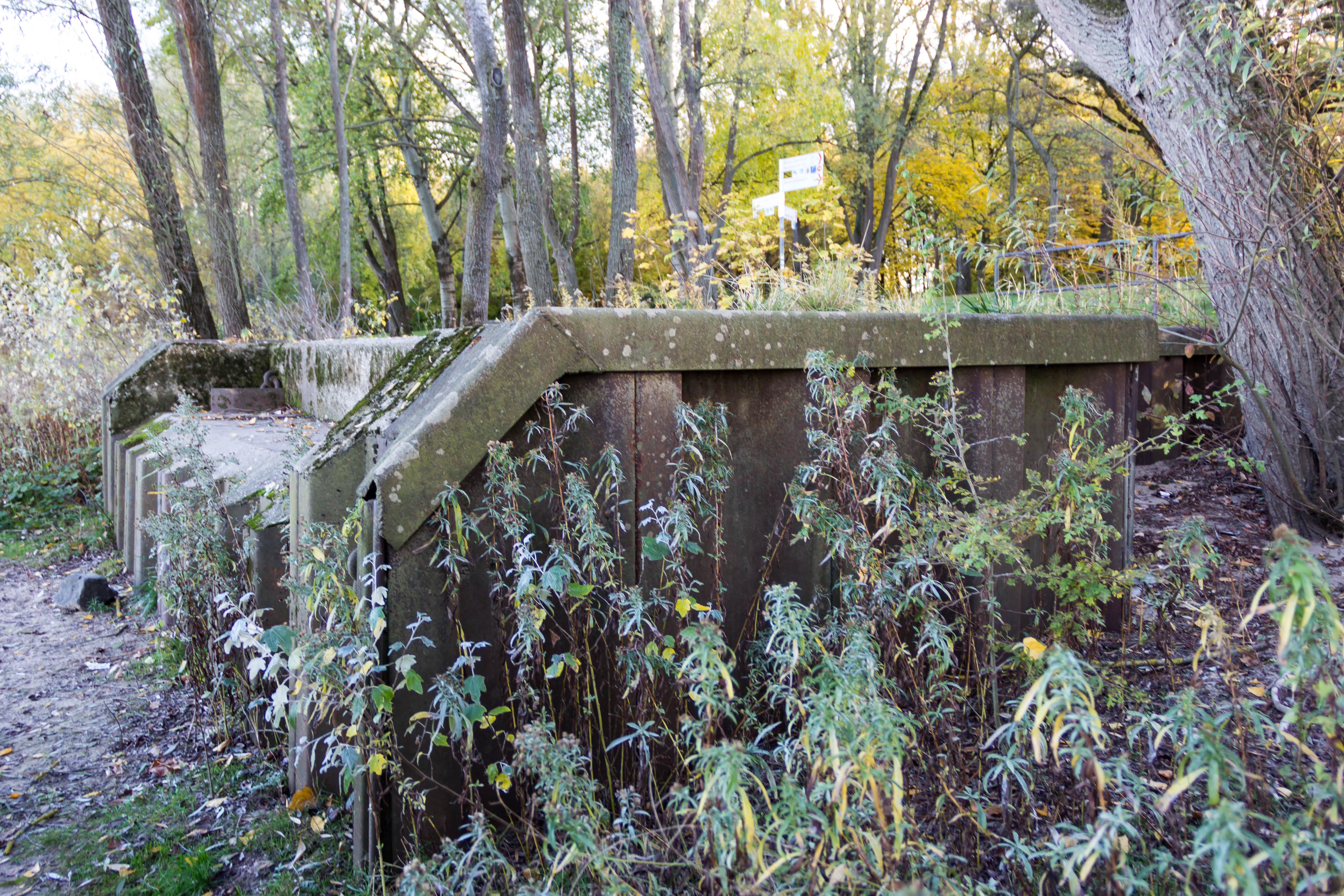
„Archäologisches“ Relikt: Die Anlegestelle des Restaurant-Schiffs „Rüdesheim“

Gastronomisch versorgt wurden die Besucher an vier Standorten. Dazu zählte rechtsrheinisch das Restaurant „Blumenau“ mit insgesamt 1.500 Sitzplätzen, davon 1.000 im Innenbereich. Es befand sich rechtsrheinisch in den Ausstellungshallen. Weiter gab es das Restaurantschiff „Rüdesheim“, dessen Anleger heute noch sichtbar ist. Es hatte 800 Plätze die sich auf drei Restaurants verteilten. Das Restaurant „Rheinaue“, nach einem Entwurf der Architektengruppe van Dorp Schmitz, hatte 350 Sitzplätzen und einen Biergarten mit weiteren 350 Plätzen. Im Keller fanden wechselnde Ausstellungen statt, das Dach hatte einen Aussichtspavillon. Restaurant und Biergarten werden heute noch bewirtschaftet. Diese Großgastronomien wurden durch verschiedene Spezialangebote, wie zum Beispiel die Cafeteria im hufeisenförmigen Pavillon der Zentralen Marketing-Gesellschaft der deutschen Agrarwirtschaft (CMA) am Übergang zur Lehr- und Versuchsanstalt oder das Pfannkuchenhaus an der Spielstraße ergänzt.

### Besondere Gärten

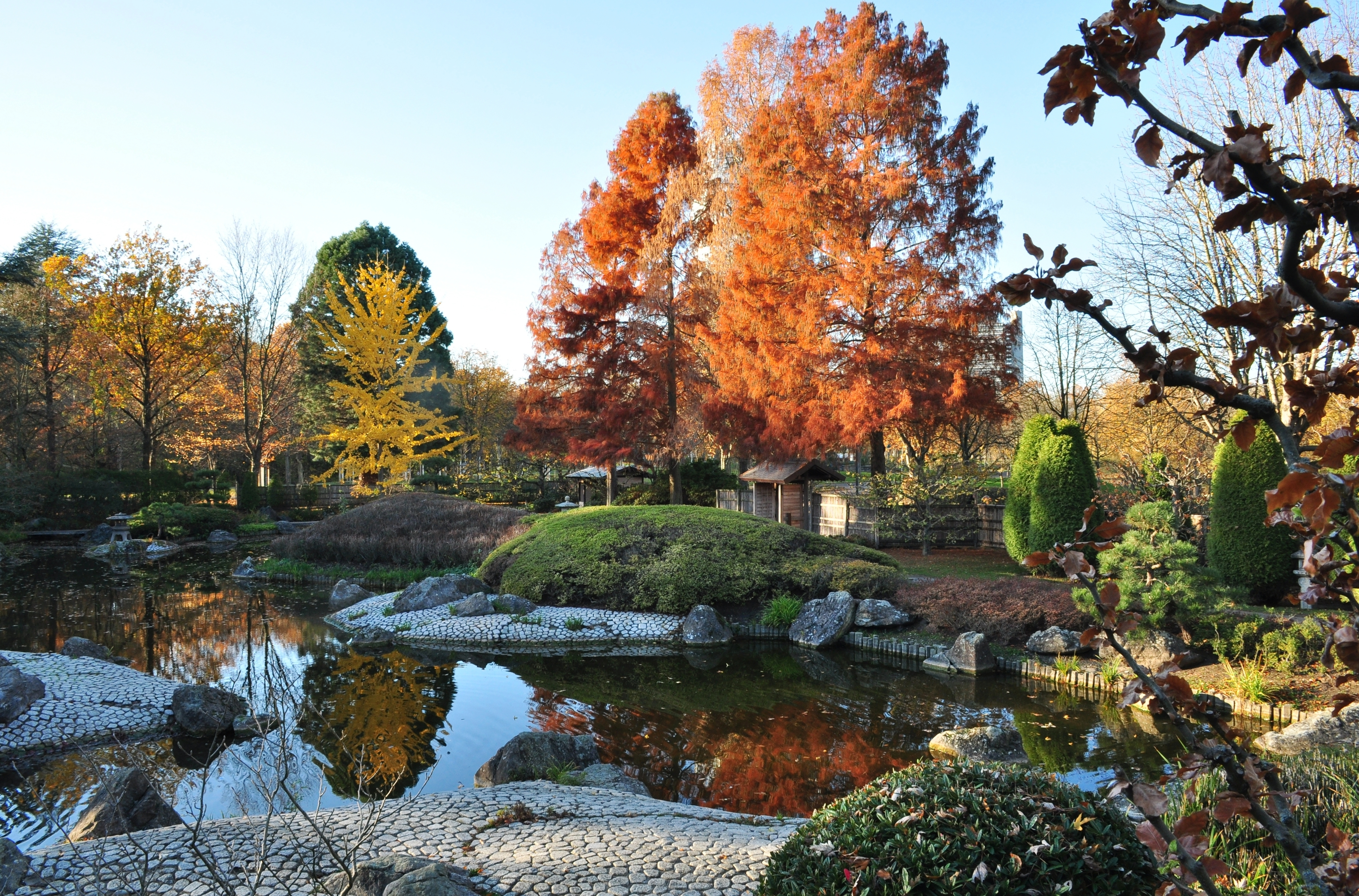
Japanischer Garten

In dem 3.500 m² großen „Deutschen Garten“ gab es unter anderem einen Lehrschaupavillon, den sogenannten „Gärtnerpavillon“, und vier kreisrunde Gartenräume, mit einem Durchmesser von je 10 Metern. Der Garten, ohne den Pavillon, ist erhalten.
Im Niederländischen Garten, rund 1.000 m² groß, mit eigenem Pavillon, wurde die niederländische Gartenkunst gezeigt. Hierzu zählte auch die damalige Tulpenneuzüchtung „Walter Scheel“. Im Japanischen Garten wurde japanische Gartenkunst gezeigt.
Den Rosengarten, der um einen großen Springbrunnen angelegt wurde, gibt es heute noch, jedoch nicht mehr in der Größe, wie sie während der Ausstellung bestand.

### Kunst

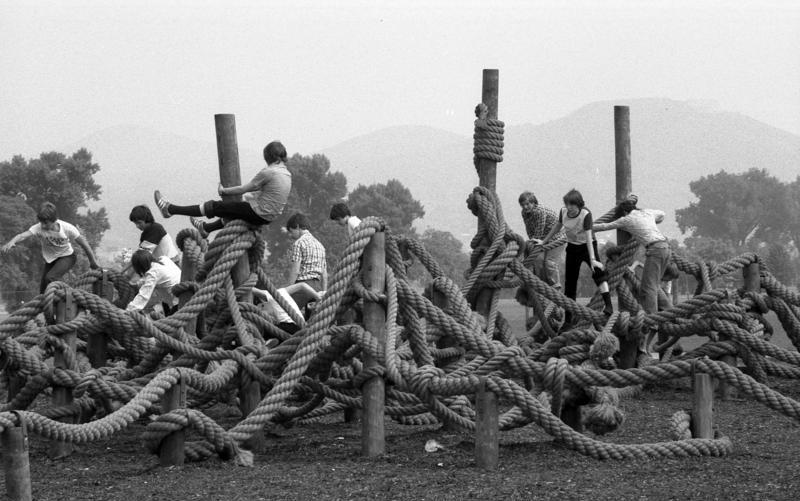
„Urwald“ des Künstlerehepaars Eva und Wilhelm Heer

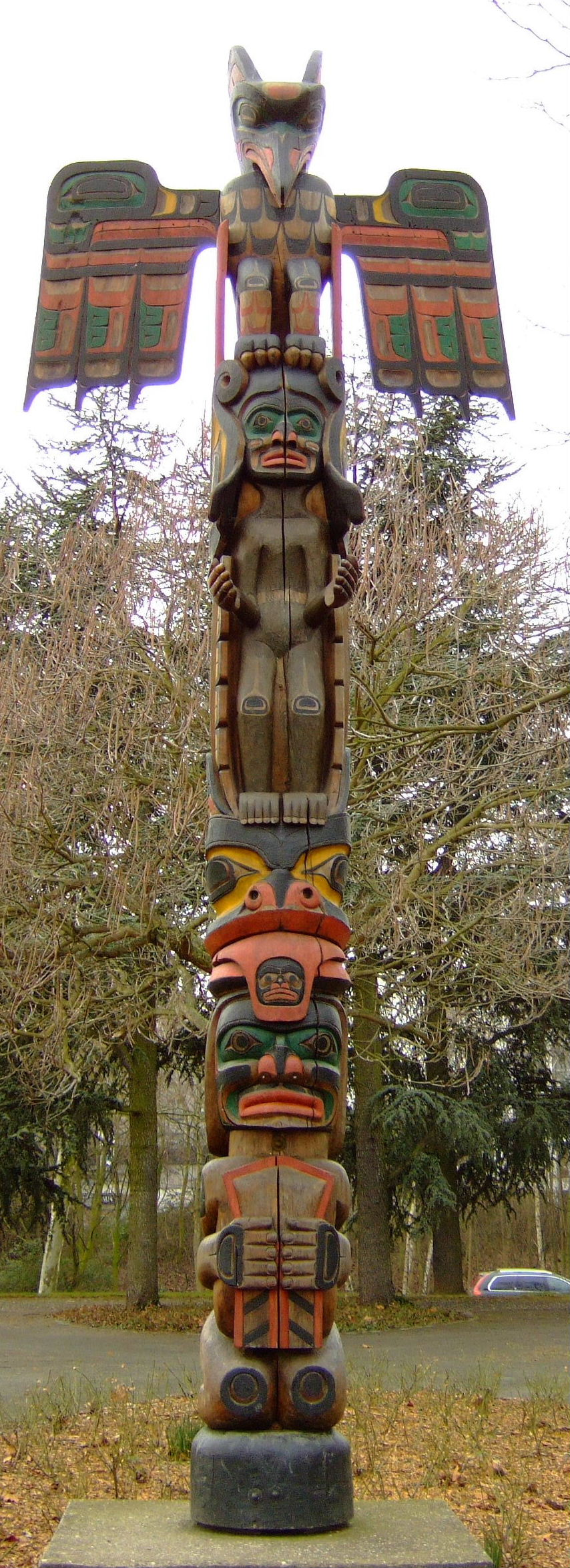
Totempfahl von Tony Hunt

Tony Hunt, Angehöriger der Kwakwaka'wakw, hat den Totempfahl vor Ort geschnitzt. Der Stamm der 100 Jahre alten „roten Zeder“ – ein Riesen-Lebensbaum – stammt aus der kanadischen Provinz British Columbia und wurde in der Nähe des Jordan-Flusses nördlich von Victoria geschlagen. Der Totempfahl befindet sich noch heute an seinem Aufstellungsort. Die Plastik „Adler mit Schlange“ stammte aus der archäologisch bedeutenden Region bei San Agustín in Kolumbien. Die Skulptur befand sich auf der einzigen begehbaren Insel des Rheinauensees im nordöstlichen Teil der Rheinaue und wurde gestohlen. Die drei niederländischen Künstler, Piet Slegers, Evert Strobos und André Volten, versuchten mit ihren Kunstwerken die Wahrnehmung des Raumes zu beeinflussen. Der „Kunsthain“, im Volksmund „Löffelwald“ genannt, wurde von den Künstlern Hermann Goepfert und Johannes Peter Hölzinger aus Edelstahl geschaffen. Das Lichtfeld, von Günter Ferdinand Ris, der ein ähnliches Kunstwerk am Bonner Stadthaus geschaffen hat, bestand aus 40 mattreflektierenden 2,5 Meter hohen Röhren. Ein aus Pfählen und Tauen geschaffener „Urwald“ des Künstlerehepaars Eva und Wilhelm Heer befand sich am südlichen Ende des Auensees.

### Spielplätze
Das Haribo-Kletterschiff war 22 Meter lang, 6 Meter breit, 5 Meter hoch und aus Holz in Form einer Zwei-Mast-Bark gefertigt. Der dazugehörige Sandspielplatz wurde einer Kaianlage nachempfunden. An der Stelle befindet sich auch heute ein ähnliches Holzschiff.
Spielhaus und Spiellandschaft wurden mit Unterstützung des Bundesministeriums für Jugend, Familie und Gesundheit unter anderem vom wissenschaftlichen Beirat des Kinderhilfswerks entwickelt. Die Spiellandschaft wurde in den Jahren 2020 und 2021 umgestaltet und am 8. Februar 2021 wiedereröffnet. Das dazugehörige Haus wurde als „Freizeittreff Quasi“ durch das Jugendamt der Bundesstadt Bonn weiter genutzt, brannte in der Nacht des 2. Oktober 2019 jedoch vollständig nieder.
Im Verkehrsgarten befanden sich auf 5.000 m² ein mehrspuriges Wegenetz mit Kreuzungen, Ampelanlagen, Fußgängerübergängen und ähnlichem. Für die praktischen Übungen standen 16 Fahrräder und 14 Kett-Cars zur Verfügung. Ein Verkehrskasperletheater und ein Verkehrstheater waren integriert. Seit 2018 befindet sich auf dem Gelände ein Skater-Park.

### Attraktionen
Eine Bodensonnenuhr wurde von der Deutschen Gesellschaft für Chronometrie gestiftet. Sie wurde von dem Bildhauermeister Anton Schmitz aus französischem Kalkstein geschaffen, ist mit metallenen Ziffern versehen und hat eine Ellipsenachse von sechs bis sieben Metern. Als Zeiger dient der eigene Körperschatten. Die Sonnenuhr befindet sich heute noch auf dem Gelände.
Im Glockenturm, der auf dem südlichsten Hügel des Geländes stand, befanden sich 23 Glocken, die mehrmals täglich bespielt wurden. Das Carillon wurde nach der Bundesgartenschau in den Bad Godesberger Stadtpark versetzt.
Das Amphitheater für Veranstaltungen aller Art, befindet sich auch heute noch gegenüber dem japanischen Garten. Die Basaltblöcke stammen aus der Eifel.

Eröffnungsgottesdienst am 27. April 1979 (v. l. n. r.: Präses Karl Immer, Metropolit Irineos Galanakis, Joseph Kardinal Höffner, Bischof Josef Brinkhues, Rudolf Thaut und Pfarrer Kurt Pursch)

Der Bismarckturm von 1901 wurde zur Bundesgartenschau renoviert. In dessen Nähe befand sich die In der Auenkapelle. Hier fanden täglich ökumenische Gottesdienste und Meditationsandachten statt.
Die „Römische Straße“ wird von 26 Abgüssen römischer Grabsteine und Altäre gebildet. Die Straße ist heute noch größtenteils erhalten.
Die Beueler Höhe war und ist mit 12 Metern Höhe die höchste Erhebung und ein Aussichtspunkt im rechtsrheinischen Gelände.

## Nachwirkungen
Nach dem Ende der Gartenschau wurde die Anzahl der Beete stark verringert und ein großer Teil des Schauanlagen zurückgebaut. Die Rheinaue wurde am nördlichen Rand erst 2008 fertiggestellt, nachdem dort der Post Tower errichtet worden war. Bis heute wird das Gelände als Naherholungsgebiet genutzt und hat sich kaum verändert. Im Sommer finden hier Konzerte, Festivals und Flohmärkte statt. Auch von dem rechtsrheinischen Teil ist ein kleinerer Park erhalten geblieben. In den letzten Jahren wurde dort aber der südliche Teil mit einem Hotel und Gewerbeimmobilien bebaut.